# Темби (дим)
Те́мби (греч. Δήμος Τεμπών — «Темпейская долина») — община (дим) в Греции. Входит в периферийную единицу Лариса в периферии Фессалия. Население 13 712 человек по переписи 2011 года. Площадь общины — 576,684 квадратного километра. Плотность — 23,78 человека на квадратный километр. Административный центр — Макрихорион, исторический центр — Амбелакия. Димархом на местных выборах в 2019 году избран Георгиос Манолис (Γεώργιος Μανώλης).
Община Темби создана в 2010 году (ΦΕΚ 87Α) по программе «Калликратис» при слиянии упразднённых общин Гони, Като-Олимбос, Макрихорион и Несон, а также сообщества Амбелакия.
Община (дим) Темби делится на пять общинных единиц.